# Giuseppe Mazzuoli

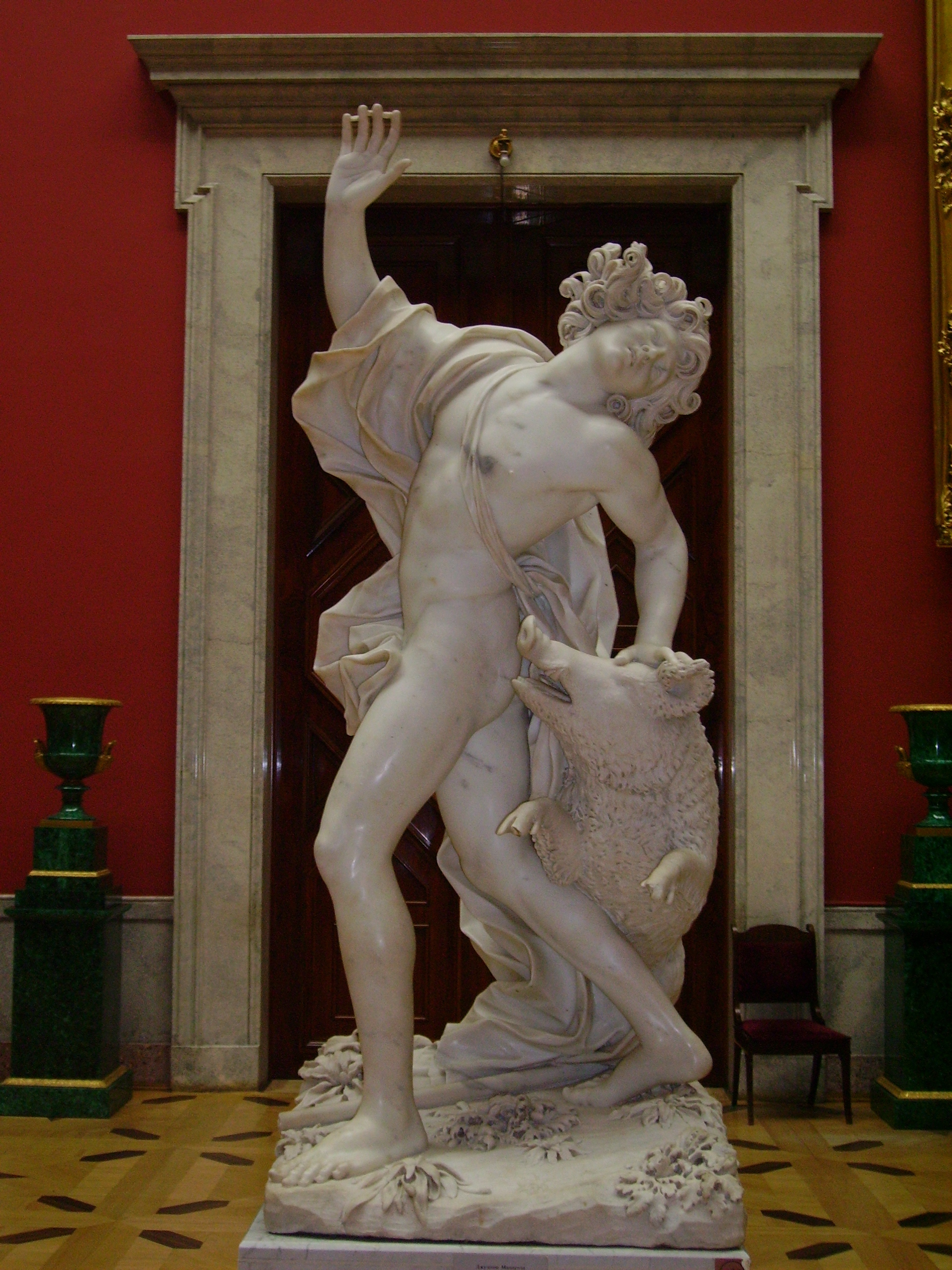
Estátua A Morte de Adonis, 1709, no Museu Hermitage.

Giuseppe Mazzuoli (Volterra, 1644 - Roma, 1725) foi um escultor do Barroco italiano.
Giuseppe nasceu em Volterra, em janeiro de 1644, em uma família de artistas. Mudou-se ainda recém-nascido para Siena, quando o pai, o arquiteto cortonês Dionigio Mazzuoli, foi chamado pelo príncipe Mattia para os trabalhos de reedificação do seu palácio. Em Siena, Giuseppe iniciou seu aprendizado com o irmão mais velho, Giovan Antonio, estucador e escultor. 
Aos 11 anos de idade, parte para Roma para completar sua formação. Graças à influência do conterrâneo Monsenhor de Vecchi, é introduzido no ateliê de Ercole Ferrata, um dos herdeiros da linguagem clássica de Alessandro Algardi e futuro diretor da Academia Florentina em Roma. Seu ensino ficou a cargo do maltês Melchior Caffà, estilisticamente mais próximo de Gian Lorenzo Bernini do que poderia se esperar de um discípulo de Ferrata.
O primeiro trabalho autônomo de Giuseppe destinava-se ao altar-mor da igreja de Santa Maria della Scala, um relevo em mármore representando o Cristo Morto. A obra causou tamanha boa impressão em Siena que lhe valeu a recomendação a Bernini do Cardeal Flavio Chigi, seu mais constante protetor, para participar do projeto escultórico do monumento fúnebre do Papa Alexandre VII. A Mazzuoli coube a execução em mármore da Caridade, seguindo o modelo de Bernini, e a realização do modelo da Verdade, esculpida por Giulio Cartari.
A execução da Caridade Chigi consolidou seu prestígio em Roma. Logo depois, recebeu a incumbência de realizar as duas estátuas de São João para o altar-mor da igreja de Gesú e Maria. Com a colaboração de seus irmãos, executou as estátuas dos doze Santos Apóstolos para o Duomo de Siena, às quais acrescentou, posteriormente, as estátuas da Virgem e do Cristo. Essa foi a encomenda de maior porte da sua carreira, obtida igualmente por influência de Chigi.
Em obras como o relevo em mármore representando a Visão de S. Ambrosio Sansedoni, na capela do Palácio Sansedoni em Siena (1694), e nas Virtudes dos monumentos fúnebres dos Pallavicini, na igreja romana de S. Francesco a Ripa, podem-se apreciar a graciosidade e delicadeza das figuras, qualidades que melhor definem a produção mais original do escultor.
Os últimos quinze anos de atividade de Mazzuoli mostram, ao contrário, trabalhos pouco originais, marcados por uma interpretação berniniana já muito estilizada, que pode explicar-se em parte pelo fato do escultor deixar aos seus assistentes a execução da maioria das obras. Faz parte desse período a estátua da Caridade de Monte Pietà e o grupo escultórico representando a Morte de Cleópatra, ambos iniciados em 1713 e finalizados apenas em 1723.